# كزرنا
كزرنا هي قرية في بلدية ستانلاو، ضمن مقاطعة منسك، في محافظة مازوفيا، في الوسط الشرقي لبولندا. تقع كزرنا على بُعد 5 كم (3 أميال) تقريبًا من الجنوب الشرقي لبلدية ستانلاو، وعلى بُعد 8 كم (5 أميال) شمال مينسك مازوفيتسكي، وعلى بُعد 40 كم (25 ميل) شرق فرصوفيا.